# Budapesti Harisnyagyár
A Budapesti Harisnyagyár egy megszűnt ipari létesítmény Budapest III. kerületében a Bogdáni út és a Ladik utca találkozásánál.

## Története
A gyár Filatorigáti Textilművek néven jött létre 1923-ban, majd miután ezt egyesítették a pestszentlőrinci fonodával, és az új Filtex nyomóvállalat nyomóüzeme lett. Később a Viktória Kötő és Szövőgyár egyik telephelyeként funkcionált, majd a Viktória telephelyeinek egyesítésével 1951-től működött Budapesti Harisnyagyár néven. 1961-ben beleolvasztották a Vihar és Raktár utcák találkozásánál lévő Óbudai Harisnyagyárat is (korábbi nevén Guttmann és Fekete Budapest Harisnyagyár), és több más üzemet is. A Budapesti Harisnyagyár a szocializmus időszakának egyik legnagyobb és legtöbb gyárral rendelkező kötőipari nagyvállalata volt. Az 1990-es években lehanyatlott a működése, 1994-ben fel is számolták. 2024-2025 között lebontották. A műemlék épületeit meghagyták a telephelyen, az H5-ös HÉV Filatorigát megállóhelye mellett.

## Galéria

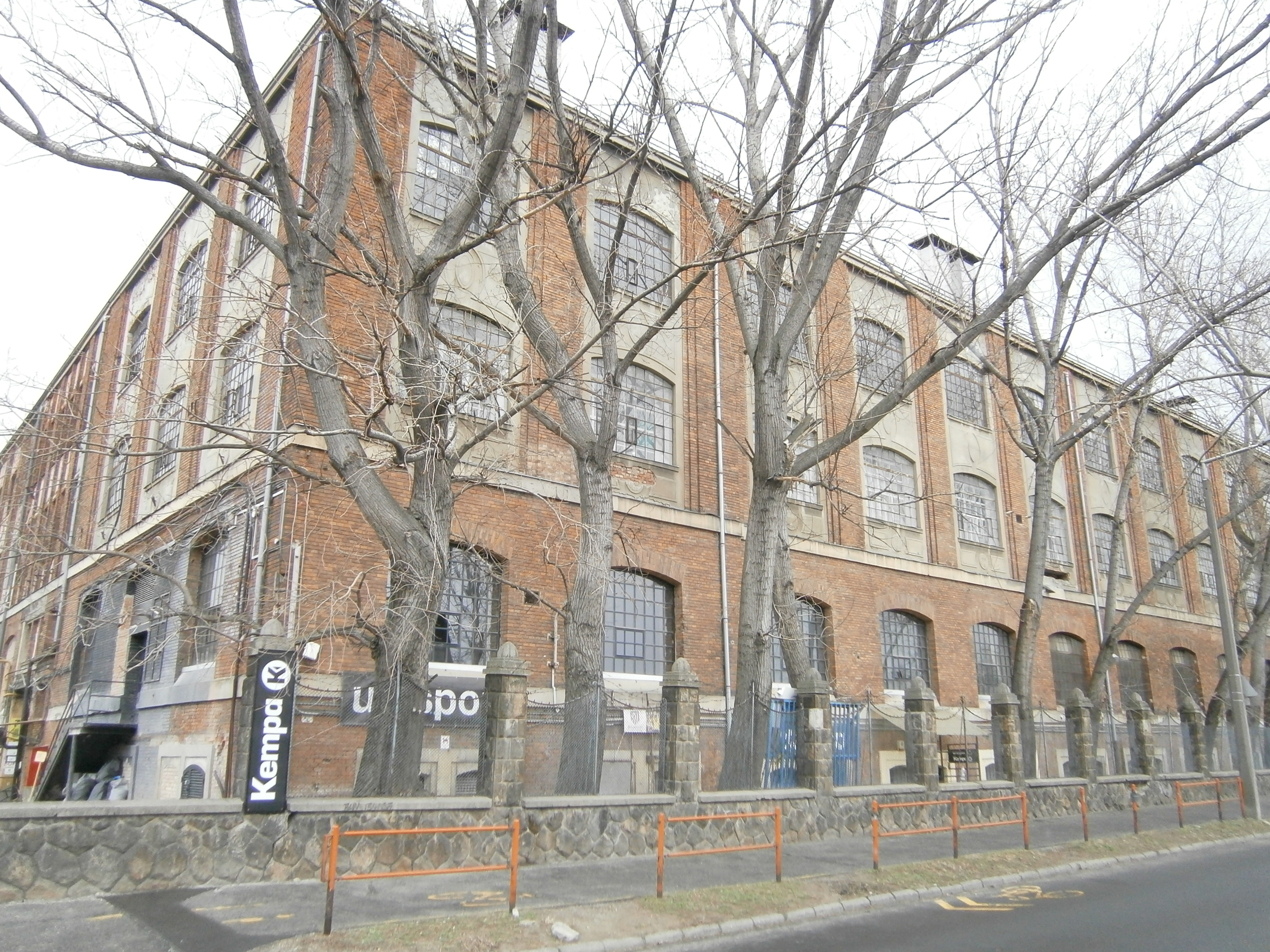
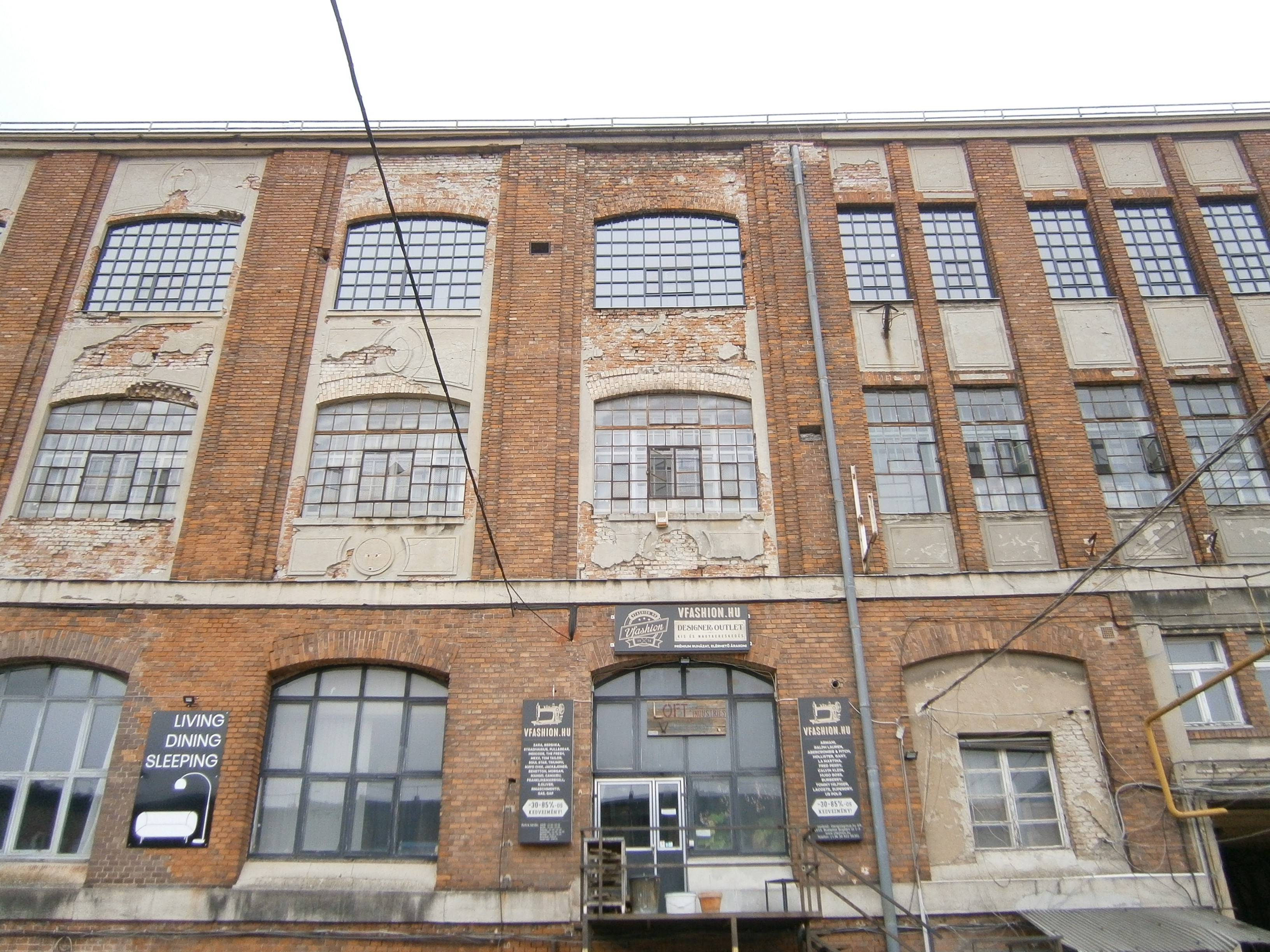
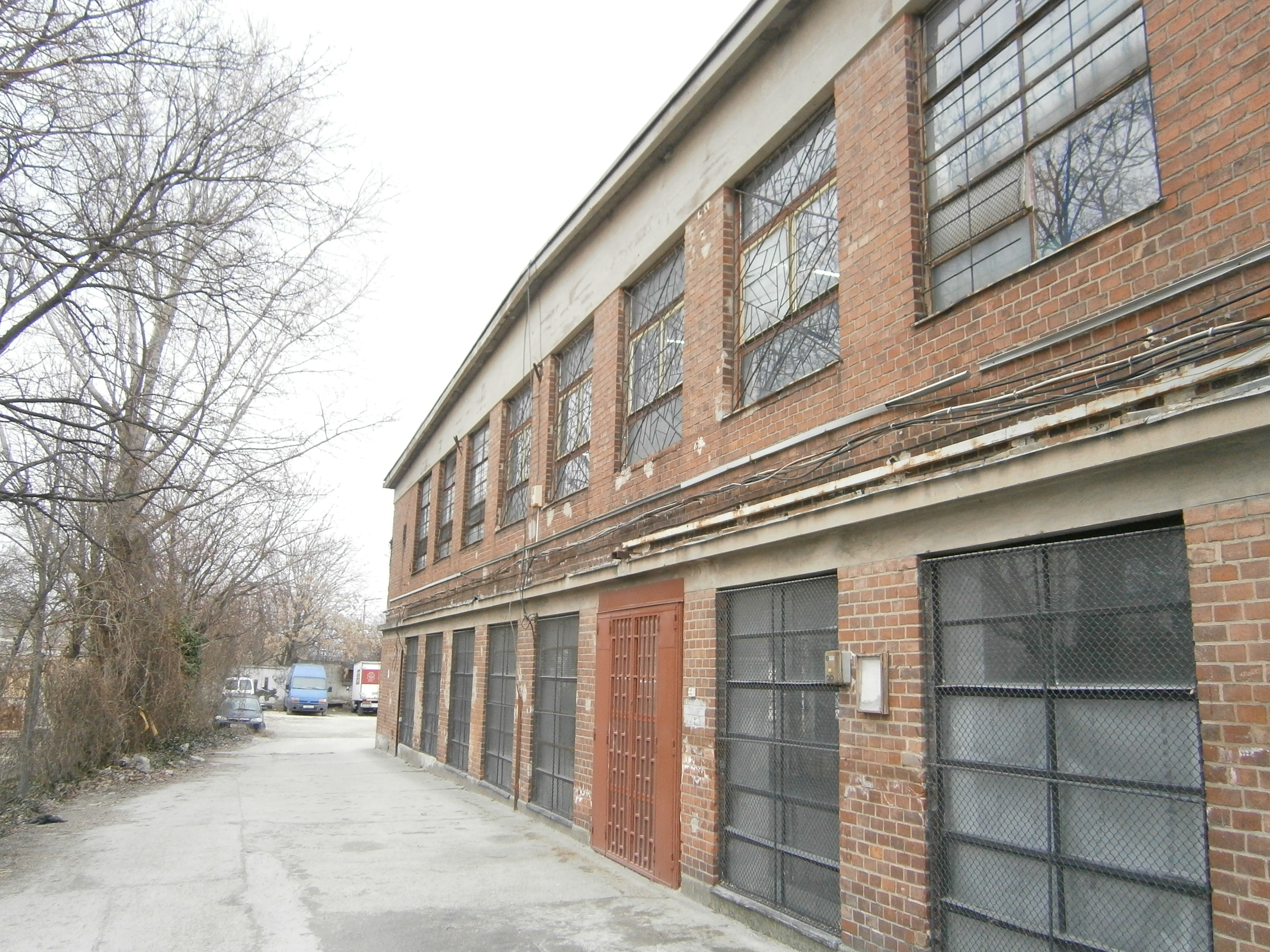
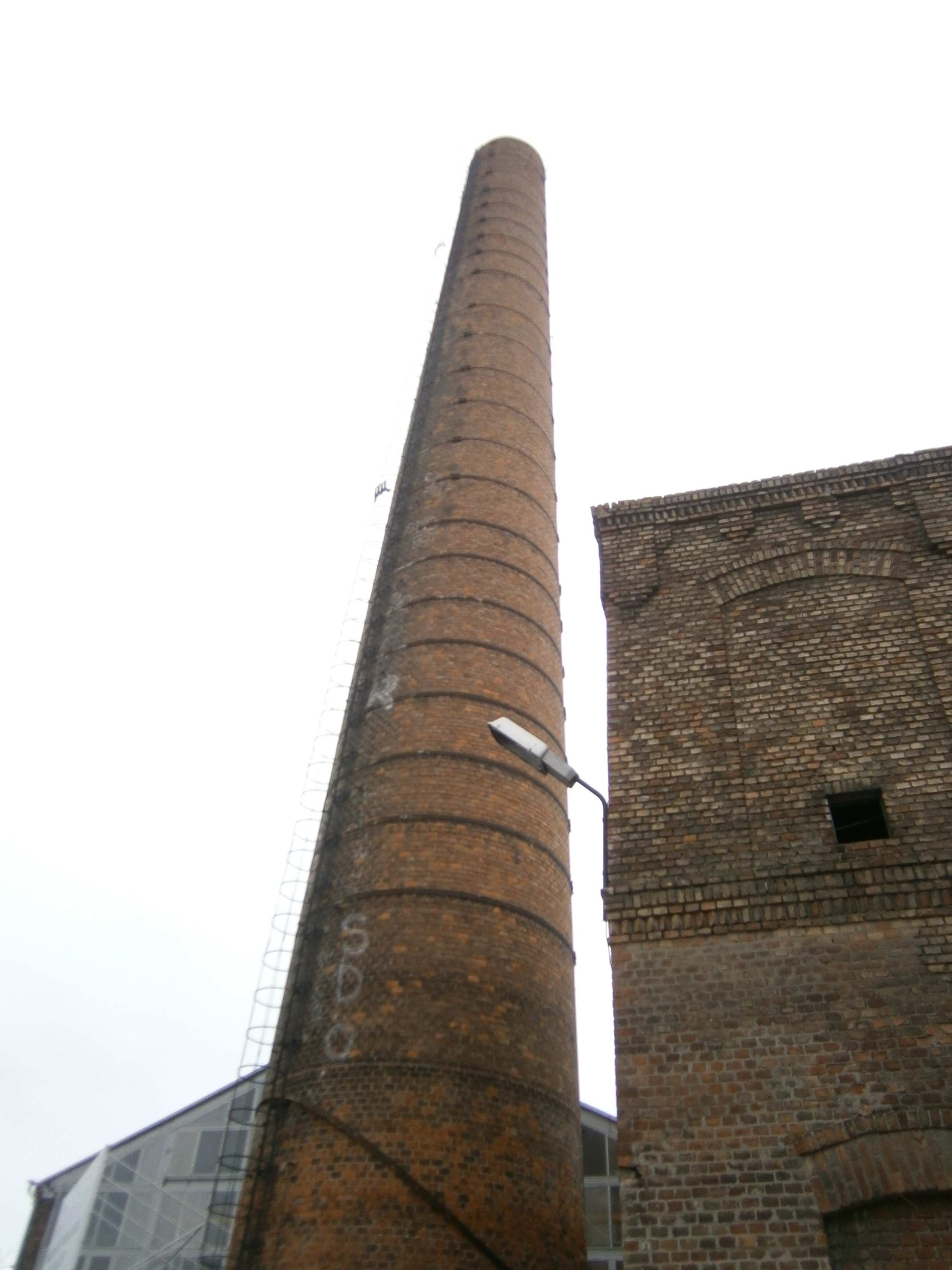
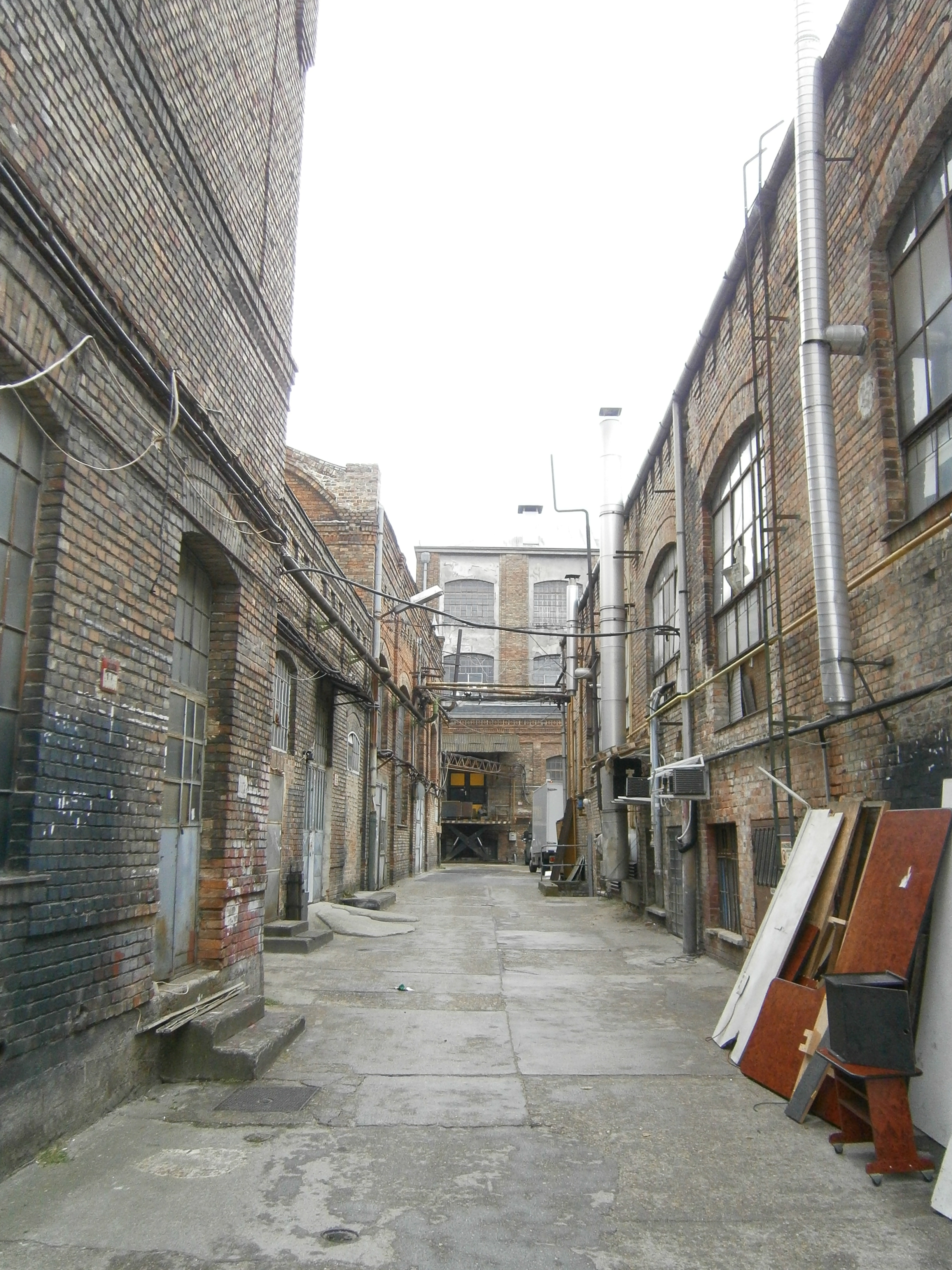
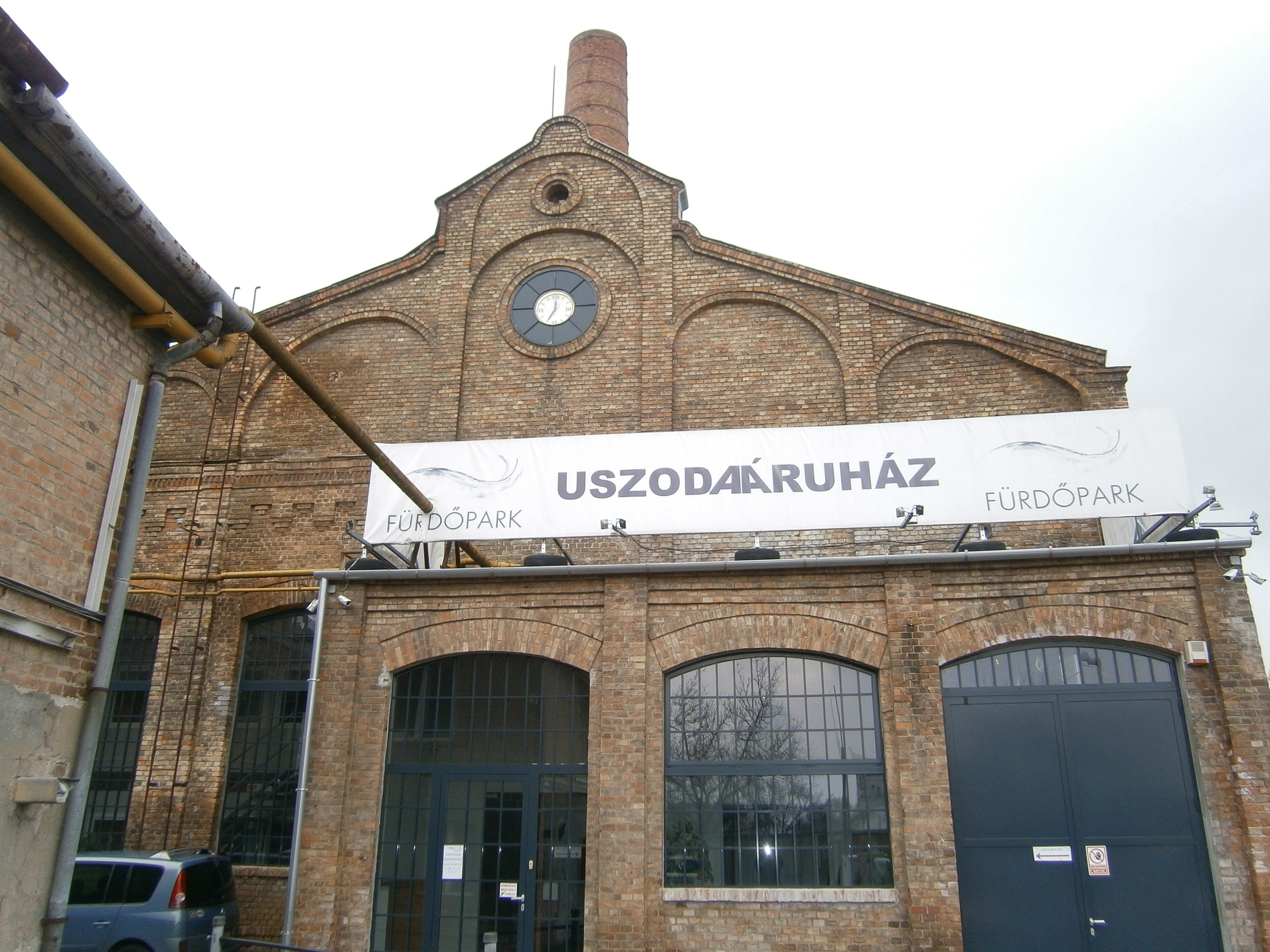
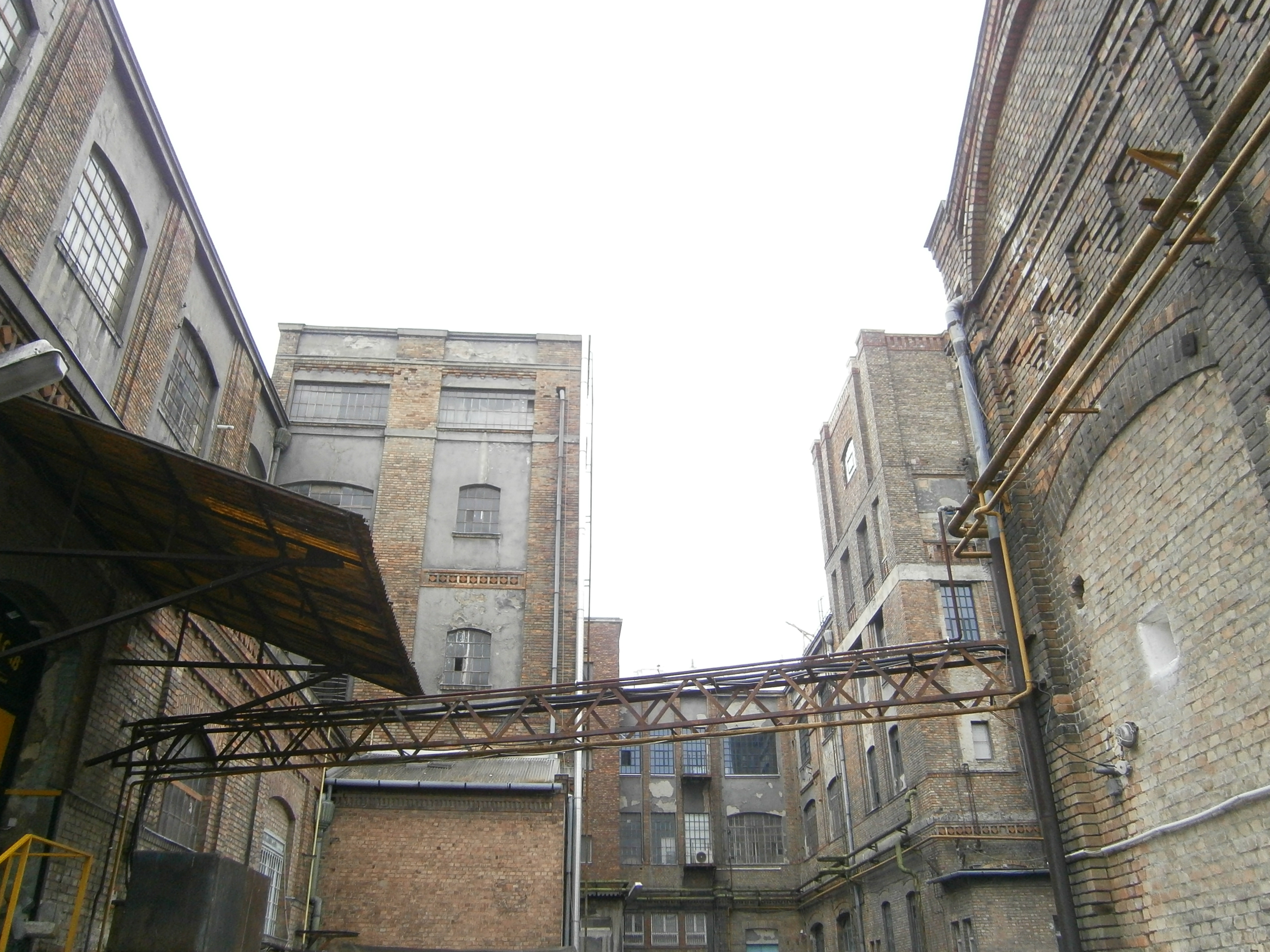
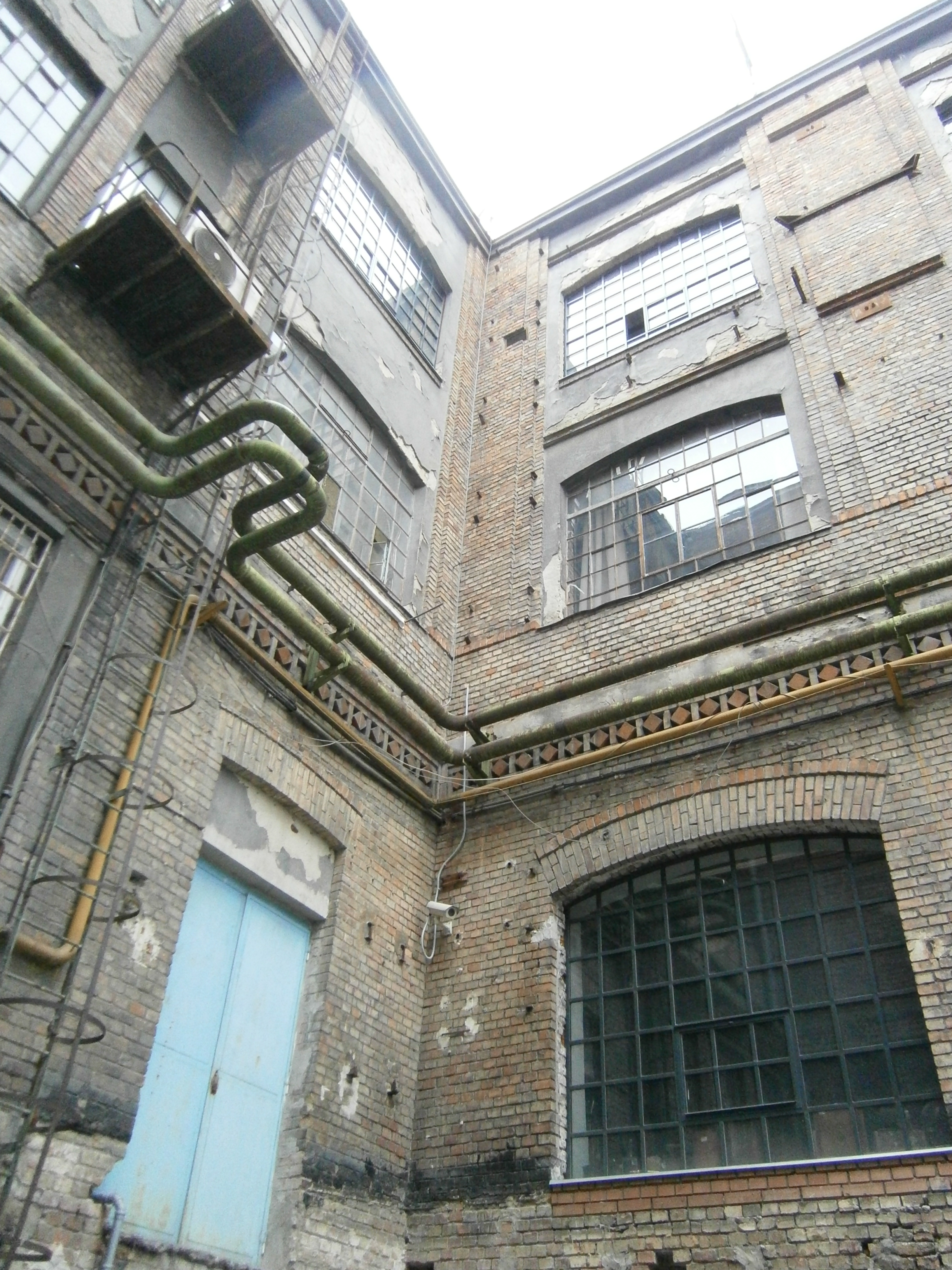